# Национален отбор по футбол на Тунис
Националният отбор по футбол на Тунис, известен като „картагенските орли“, е представителният отбор на Република Тунис, организиран от Тунизийската футболна асоциация. Най-големия си успех постига на Купата на африканските нации през 2004, когато става първенец на континента.

## История
- Първи международен мач: Тунис – Алжир 2:1, 25 юни 1957, Тунис
- Най-изразителна победа:
  - Тунис – Того 7:0, 7 януари 2000, Тунис
  - Тунис – Малави 7:0, 26 март 2005, Тунис
- Най-тежка загуба:
- Унгария – Тунис 10:1, 24 юли 1960, Унгария
- Участия на Световното първенство по футбол: 1978, 1998, 2002
- Участия на Африканското първенство по футбол: 1962, 1963, 1965, 1978, 1982, 1994, 1996, 1998, 2000, 2002, 2004

## Екипи
У дома играе изцяло в червени екипи, а като гости – изцяло в бели.

## Футболисти
Следните футболисти са от Тунис:
- Ради Джайди
- Карим Еседири
- Джавхар Мнари
- Хамед Намучи
- Меди Нафти
- Хусен Рагед
- Карим Саиди
- Хатем Трабелси
- Карим Хаги

## Треньори
- Херник Касперчак
- Георги Гюров

## България – Тунис
| Дата       | Място | Събитие    | Отбор | Резултат | Отбор    | ФИФА |
| ---------- | ----- | ---------- | ----- | -------- | -------- | ---- |
| 29.10.1986 | Радес | Приятелски | Тунис | 3:3      | България | ДА   |
| 10.01.1993 | Тунис | Приятелски | Тунис | 3:0      | България | ДА   |